# Староверовский сельский совет (Шевченковский район)
Староверовский сельский совет входит в состав Шевченковского района Харьковской области Украины.
Административный центр сельского совета находится в селе Староверовка.
После объединения районов Шевченковский район вошел в состав Купянского района.

## История
- 1920 — дата образования.

## Населённые пункты совета
- село Староверовка